# Cement Roadstone Holdings
Pour les articles homonymes, voir CRH.
CRH ou Cement Roadstone Holdings est un groupe de matériaux de construction d'origine irlandaise. Il est surtout actif en Europe et aux États-Unis.
L'entreprise est cotée aux bourses de Londres, Francfort et Dublin.

## Historique
En 1970, Cement Ltd (créé en 1936) et Roadstone Ltd (créé en 1949) fusionnent  sous le nom de Cement Roadstone Holdings qui devient très vite CRH.
En 1996, CRH acquiert Tilcon, un fournisseur de matériaux pour bâtiments aux États-Unis. En 1999, CRH achète Ibstock, un important fabricant de briques britannique.
En 2006, CRH investit dans une usine de ciment dans la région du Heilongjiang en Chine. De plus, il acquiert 26 % du groupe Yatai Jilin.

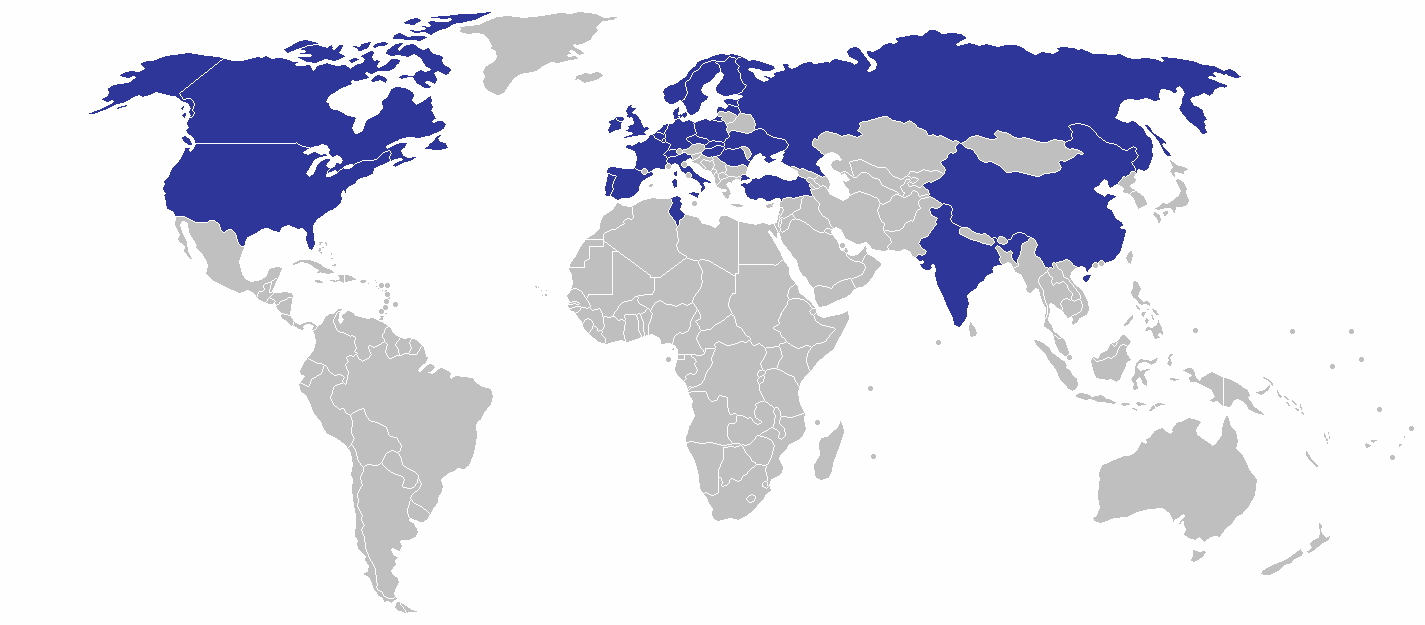
Présence mondiale de CRH

En 2007, CRH acquiert 4 sociétés américaines : Conrad Yelvington Distributors Inc (CYDI); Eugene Sand & Gravel ; Cessford Construction; Asphalt McMinn et Prospect Agrregates.
En 2008, CRH prend une prise de participation à hauteur de 50 % de la cimenterie indienne My Home Industries Ltd. Il acquiert également le paysager Pavestone.
En 2009, CRH augmente son capital pour financer sa croissance.

### Participation dans le groupe Lafarge Holcim
En février 2015, CRH acquiert les actifs de Lafarge et de Holcim dans le cadre de leur fusion, pour un total de 7,34 milliards de dollars. Ensemble ils sont le plus grand producteur de béton mondial.
En août 2015, CRH acquiert pour 1,3 milliard de dollars CR Laurence, une entreprise américaine spécialisée dans l'encadrement des fenêtres. 

### Retrait d’Israël
En 2016, sous les pressions du mouvement Palestine Solidarity Campain, CRH se retire totalement du marché israélien en vendant les 25 % de parts qu'elle détenait dans Mashav, le principal fabricant de ciment en Israel. En effet, en 2004, CRH affirmait déjà que « selon toute probabilité  », le ciment de Mashav était utilisé pour construire le mur érigé par Israel en Cisjordanie et considéré comme illégal par la Cour internationale de la Justice,.
En août 2017, CRH annonce la vente de ses activités de distributions aux États-Unis, Allied Building Products, à Beacon Roofing pour 2,6 milliards de dollars. En parallèle, CRH annonce acquérir Fels, une entreprise allemande pour 600 millions d'euros.

### Vente de fabrication de verre
En février 2022, CRH annonce la vente de ses activités de fabrication de verre aux États-Unis à un fonds d'investissement pour 3,8 milliards de dollars. En juin 2022, CRH annonce l'acquisition de Barrette Outdoor Living, producteur américain de barrière, pour 1,9 milliard de dollars.

### France
En France l'entreprise possède la filiale EQIOM avec trois cimenteries et des centrales à béton, notamment le long des bords de l'Ourcq en banlieue, comme à Pantin. EQIOM possède 185 sites en France.

## Principaux actionnaires
Au 30 Juin 2024 :
| The Vanguard Group                    | 5,66% |
| BlackRock Investment Management       | 5,00% |
| BlackRock Institutional Trust Company | 3.31% |
| Fidelity Management & Research        | 3,20% |
| Barclays Bank PLC                     | 2,53% |
| Norges Bank Investment Management     | 2,36% |
| Select Equity Group, L.P              | 2,14% |
| Union Investment Privatfonds GmbH     | 2,05% |
| Cevian Capital                        | 1,96% |
| State Street Global Advisors          | 1,84% |

Sources : Refinitiv Eikon ; 30/06/2024